# دانشگاه کلارک
دانشگاه کلارک یک دانشگاه تحقیقاتی خصوصی در ووستر واقع در ایالت ماساچوست آمریکا است که در سال ۱۸۸۷ میلادی بنیان‌نهاده شده‌است.
کلارک یکی از ۴۰ مدرسه فهرست‌شده در کتاب دانشکده‌هایی که زندگی را تغییر می‌دهند توسط لورن پاپ است. کسانی که در دانشگاه کلارک دانش‌آموخته‌اند به نامِ Clarkies کلارکی‌ها نامیده می‌شوند.

## برای مطالعهٔ بیشتر
- Ryan, W. Carson. Studies in Early Graduate Education: The Johns Hopkins, Clark University, The University of Chicago. New York: The Carnegie Foundation for the Advancement of Teaching, 1939. اُسی‌ال‌سی ۴۱۶۴۵۲۹۰.
- Koelsch, William A. Clark University, 1887–1987: A Narrative History. Worcester: Clark University Press, 1987. ISBN 0-914206-25-7. اُسی‌ال‌سی ۱۷۰۶۴۵۴۶.